# 천새 (북량)
천새(天璽)는 중국 북량(北凉) 문왕(文王)의 두 번째 연호이다. 399년 2월에서 401년 5월까지 2년 4개월 동안 사용하였다. 399년 2월, 단업(段業)은 국호를 양(凉)으로 정하고 양왕(凉王)을 자칭하며 개원하였다.
같은 시기에 사용된 다른 연호로는 동진(東晉)에서 사용한 융안(隆安 : 397년 ~ 401년), 장락(長樂 : 399년 ~ 401년), 후진(後秦)에서 사용한 황초(皇初 : 394년 ~ 399년), 홍시(弘始 : 399년 ~ 416년), 서진(西秦)에서 사용한 태초(太初 : 388년 ~ 400년), 후량(後凉)에서 사용한 용비(龍飛 : 396년 ~ 399년), 함녕(咸寧 : 399년 ~ 401년), 신정(神鼎 : 401년 ~ 403년), 남량(南凉)에서 사용한 태초(太初 : 397년 ~ 399년), 건화(建和 : 400년 ~ 402년), 남연(南燕)에서 사용한 건평(建平 : 400년 ~ 405년), 서량(西凉)에서 사용한 경자(庚子 : 400년 ~ 404년), 북위(北魏)에서 사용한 천흥(天興 : 398년 ~ 404년)이 있다.

## 연대대조표
| 천새                | 원년                           | 2년             | 3년                 |
| 서력                | 399년                          | 400년           | 401년               |
| 육십간지 (六十干支) | 기해(己亥)                     | 경자(庚子)      | 신축(辛丑)          |
| 동진 (東晉)         | 융안(隆安) 3년                 | 4년             | 5년                 |
| 후연 (後燕)         | 장락(長樂) 원년                | 2년             | 3년                 |
| 후진 (後秦)         | 황초(皇初) 6년 홍시(弘始) 원년 | 2년             | 3년                 |
| 서진 (西秦)         | 태초(太初) 12년                | 13년            | -                   |
| 후량 (後凉)         | 용비(龍飛) 4년 함녕(咸寧) 원년 | 2년             | 3년 신정(神鼎) 원년 |
| 남량 (南凉)         | 태초(太初) 3년                 | 건화(建和) 원년 | 2년                 |
| 남연 (南燕)         | -                              | 건평(建平) 원년 | 2년                 |
| 서량 (西凉)         | -                              | 경자(庚子) 원년 | 2년                 |
| 북위 (北魏)         | 천흥(天興) 2년                 | 3년             | 4년                 |

## 같이 보기
- 다른 왕조의 같은 연호
  - 손오(孫吳) 천새(276년)
- 중국의 연호

| 이전 연호 신새(神璽) | 중국의 연호 북량(北凉) | 다음 연호 영안(永安) |